# 蒙特阿爾托鱷屬
蒙特阿爾托鱷屬（學名：Montealtosuchus）是種已滅絕鱷形超目，是種陸生動物。化石是在2004年發現於巴西包魯盆地的阿達曼蒂納組（Adamantina Formation），年代為白堊紀的土侖階到桑托階。
在2007年，化石被命名為蒙特阿爾托鱷（Montealtosuchus arrudacamposi），屬於佩羅鱷科。屬名是以化石發現地蒙特阿爾托市（Monte Alto）為名。
在2004年，化石發現於聖保羅州的蒙特阿爾托市，化石相當完整、保存狀態良好。蒙特阿爾托鱷的頭顱骨，有助於建立這個化石與現代鱷魚之間的演化關係。蒙特阿爾托鱷是種小型鱷類，身長約2公尺。牠們可能是陸棲掠食動物。

## 外部連結
- Zootaxa （页面存档备份，存于）
- English - Fossil of new crocodile species found in Brazil （页面存档备份，存于）